# イーニン空港
イーニン空港（イーニンくうこう、中国語: 伊犁伊宁国际机场）または伊寧空港（いねいくうこう）は中華人民共和国新疆ウイグル自治区イリ・カザフ自治州グルジャ市に位置する4Cクラスの支線空港。市街中心から5km離れている。

## 沿革
- 1936年 - 開港[5]
- 1958年、1984年、1991年、1997年、2003年と5回に渡って拡張した[5]。
- 2004年4月16日 - 新疆機場集団が成立し[6]、人民政府より移管された[7]。
- 2005年5月 - 拡張工事開始[8]
- 2006年7月13日 - 新空港ターミナルビル使用開始[8]。
- 2009年1月 - キュネス・ナラティ空港と運営を合併した[9]。
- 2009年4月3日 - 拡張工事の為に閉鎖。閉鎖中はナラティ空港が輸送を担った[10]。
- 2009年7月 - 拡張工事終了[11]

## 就航航空会社と就航路線
- 中国南方航空 - ウルムチ、アルタイ[12]
- 天津航空 - ウルムチ[12]
- 中国国際航空 - カラマイ
- フライアリスタン - アルマトイ[13]

## 註釈・参考資料
1. 1 2  ZWYNの空港情報 - Great Circle Mapper.
2. 1 2 3  Airports in China from AirfieldMaps.co.uk
3. ↑  伊寧機場飛行区工程開始瀝青混凝土底面層試舗（中国民用航空・航採網）
4. ↑  伊寧機場簡介（新疆機場集団）
5. 1 2  新疆機場（集團）有限責任公司伊寧機場概況
6. ↑  明天更美好——新疆機場集團成立五周年側記（民航資源網）
7. ↑  機場全部移交　新疆民航徹底實政企分離（民航資源網）
8. 1 2  投資二千多万元　新疆伊寧機場新候機楼啓用（民航資源網）
9. ↑  春節臨近，新疆伊犁地区兩機場正式合併運營（民航資源網）
10. ↑  伊寧機場因改擴建關閉，那拉提機場開放（中国民用航空・航採網）
11. ↑  伊寧機場擴建工程通過飛行校驗和行業驗收（中国民用航空・航採網）
12. 1 2  (YIN) Yining Airport Departures, Arrivals, and Information
13. ↑  Ghulja – Almaty flights: a convenient and fast journey